# Hemichenopus
Hemichenopus is een geslacht van uitgestorven weekdieren uit de klasse van de Gastropoda (slakken). Exemplaren van dit geslacht zijn slechts als fossiel bekend.

## Soorten
- Hemichenopus araucanus (Philippi, 1887) †
- Hemichenopus thomsoni (R. S. Allan, 1926) †
- Hemichenopus zelandica (P. Marshall, 1919) †